# 맥치킨
맥치킨(McChicken)은 국제적인 패스트푸드 식당 체인 맥도날드가 판매하는 치킨 샌드위치의 하나이다. 이 샌드위치는 구운 빵, 치킨 패티, 양상추, 마요네스로 구성되어 있다.

## 역사
이 샌드위치는 1980년에 처음 선보였으며 판매량이 저조하자 나중에 더 성공적인 치킨 맥너겟으로 변경되었다. 그러나 맥너겟의 성공에 힘입어 맥치킨은 1988년에 다시 도입되었다. 그러나 또다시 맥도날드는 1996년 9월 26일 미국에서 메뉴에서 맥치킨을 제거하였으며, 이는 맥도날드의 디럭스 라인 샌드위치의 일부인 크리스피 치킨 디럭스로 대체되었다. 그러나 또다시 맥치킨은 막대한 편지와 청원으로 인해 1997년 수개월 후반에 점진적으로 재도입되었다. 게다가 미국에서 이 샌드위치는 이전에 비해 조금 더 작은 크기로서, 지금은 US$1.00로 시작하는 다양한 음식 제품을 제공하는 달러 메뉴 앤드 모어(과거에는 간단히 '달러 메뉴'로 불렸음)에 들어가게 되었다.

## 같이 보기
- 치킨 맥너겟
- 샌드위치 목록